# كيم هو
كيم هو (هانغل: 김호) هو لاعب كرة قدم كوري جنوبي في مركز الوسط، ولد في 15 مارس 1998 في كوريا الجنوبية. لعب مع إف سي غيفو.

## وصلات خارجية
- كيم هو على موقع رابطة كرة القدم اليابانية للمحترفين (اليابانية)
- كيم هو على موقع قاعدة بيانات كرة القدم.إي يو (الإنجليزية)
- كيم هو على موقع Soccerway.com (الإنجليزية)